# Steinreihe von Dervaig C

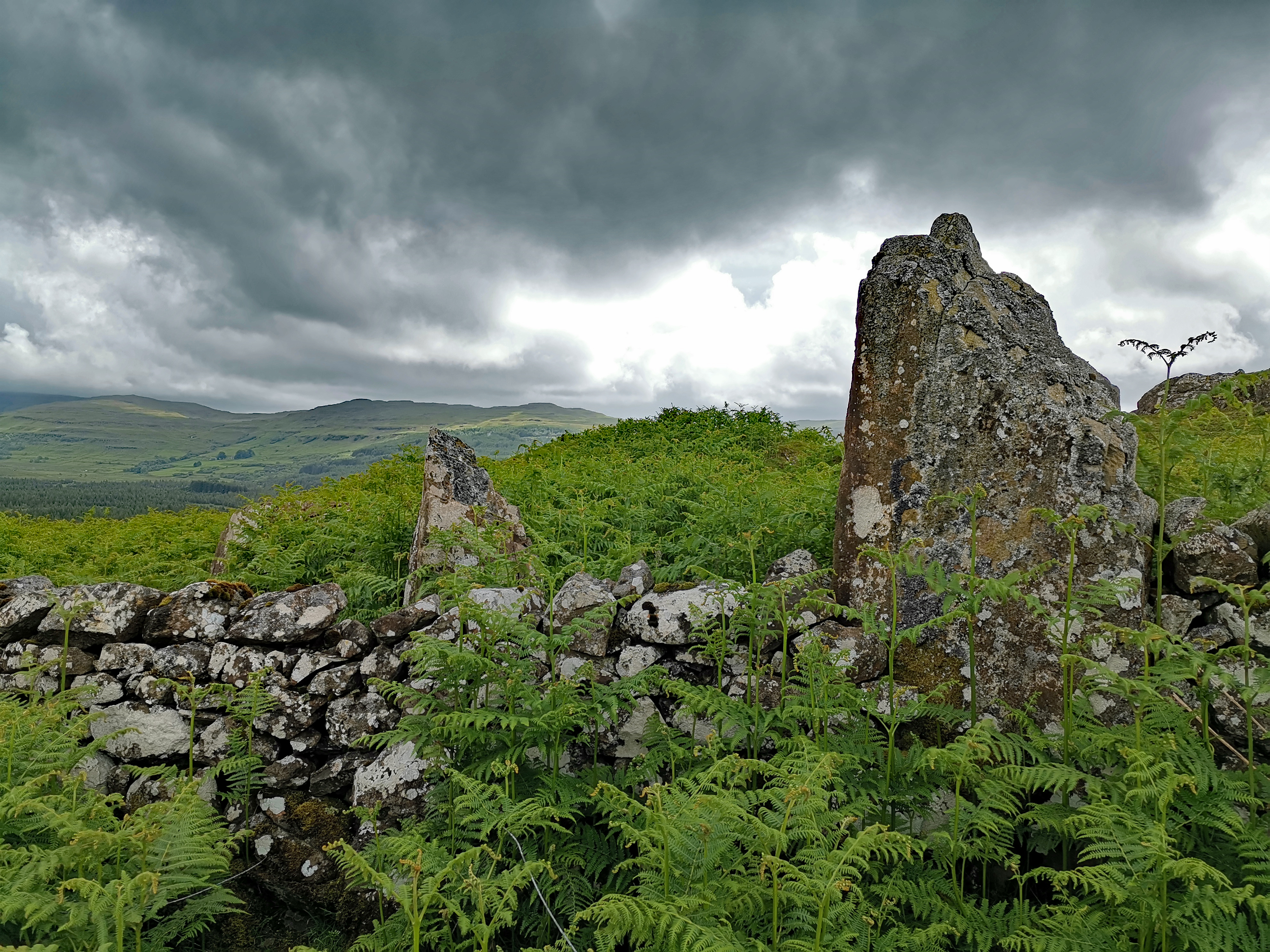
Steinreihe nahe Dervaig

Die Steinreihe von Dervaig C (auch Dervaig SSE oder Glac Mhor genannt) liegt südlich der Steinreihe von Kilmore und südlich des Friedhofs von Dervaig im Nordwesten der Isle of Mull in Argyll and Bute in Schottland.
Die Menhire (englisch Standing Stones) der Isle of Mull sind insofern einzigartig für Schottland, als sie oft in Reihen (Baliscate, Kilmore, Maol Mor, Quinish) von drei bis fünf Steinen angeordnet sind.
Die Nordwest-Südost orientierte kurze Dervaig-C-Steinreihe liegt auf einer Weide, auf einem Grat. Es gibt drei Menhire aus Basalt, von denen einer in situ als Torpfosten fungiert und ein anderer in einer Feldgrenze steht. Die Steine sind zum Teil zerbrochen und haben Höhen von 0,95 und 1,3 m. Frühere Berichte erwähnen einen über einen Meter hohen vierten Stein, der heute fehlt.